# جین اینگام
رز ماری جین اینگام (انگلیسی: Jane Ingham; ۱۵ اوت ۱۸۹۷ – ۱۰ سپتامبر ۱۹۸۲) گیاه‌شناس و مترجم علمی انگلیسی بود. او به عنوان دستیار پژوهشی در گروه گیاه‌شناسی دانشگاه لیدز تحت نظر جوزف هربرت پریستلی منصوب شد و همراه با او، نخستین کسانی بودند که دیواره سلولی را از مریستم باقلا جدا کردند. آن‌ها این دیواره‌های سلولی را تجزیه و تحلیل کردند و نتیجه گرفتند که حاوی پروتئین هستند. اینگهام آزمایش‌هایی بر روی کامبیوم چوب‌پنبه‌ای درختان انجام داد تا نحوه عملکرد سلول‌ها را تحت تغییر جهت بررسی کند و دریافت که تغییرات عمیقی در تقسیم و کشیدگی سلولی در روپوست گیاهان رخ می‌دهد.
در لیدز، اینگهام به عنوان دستیار مقیم و دبیر افتخاری لیگ بریتانیایی منصوب شد. در سال ۱۹۳۰، او به‌عنوان افسر علمی و مترجم در دفتر امپراتوری ژنتیک گیاهی و زراعی در دانشکده کشاورزی کمبریج، انگلستان، پیوست. این دفتر مسئول انتشار مجموعه‌ای از چکیده دربارهٔ جنبه‌های مختلف اصلاح نباتات و ژنتیک بود. در سال ۱۹۳۲، او با آلبرت اینگهام، که در آن زمان همکار و مدیر مطالعات در کالج کینگ، کمبریج بود، ازدواج کرد. اینگهام سال‌های جنگ را در پرینستون، همراه با دو پسرش گذراند، زیرا پس از سفر به آمریکا درست قبل از آغاز جنگ جهانی دوم، تمایلی به بازگشت به انگلستان نداشت. در سال‌های پایانی زندگی، او و همسرش به‌طور گسترده سفر کردند و سرانجام در سال ۱۹۸۲ در کمبریج درگذشت.

## اوایل زندگی
اینگهام در ۱۵ اوت ۱۸۹۷ در کرومر هاوس، کرومر تراس، لیدز، متولد شد و در کلیسای انگلستان در دونهد سنت اندرو، ویلتشر، در ۱۴ سپتامبر ۱۸۹۷ تعمید یافت. او کوچک‌ترین دختر هلن مری تاپر‑کری، née چپمن، و آلبرت دارل بود. والدین او در ۱۶ می ۱۸۹۰ در دونهد سنت اندرو ازدواج کردند. هلن مری دختر کشیش هوراس ادوارد چپمن، یکی از کشیش کلیسای انگلستان در دونهد سنت اندرو, و آدلاید ماریا، با نام خانوادگی فلتچر بود.

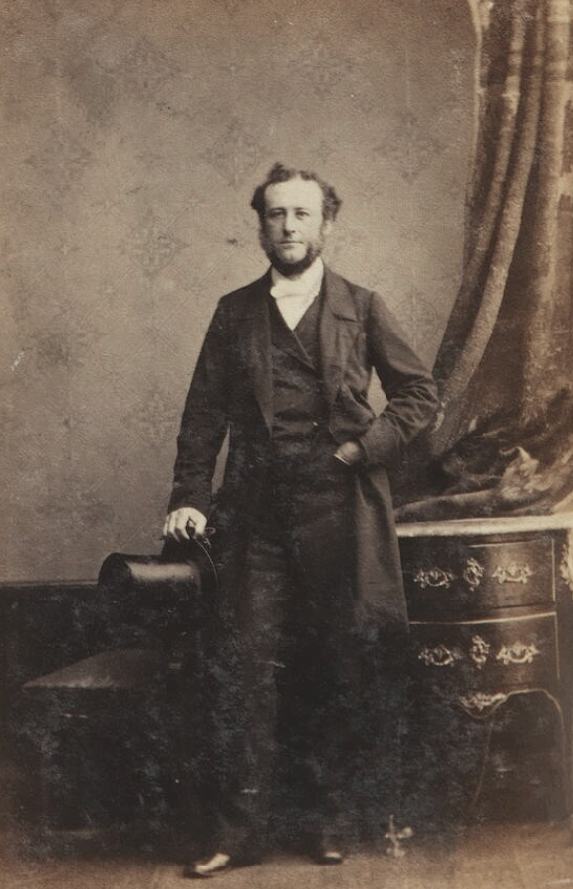
کشیش تاپر کری، پدربزرگ پدری اینگهام

پدر اینگهام، پسر کشیش تاپر کری و هلن جین، با نام خانوادگی سندمن بود. او در کالج ایتن و کرایست چرچ، آکسفورد، آکسفورد تحصیل کرد و در کالج الهیات کودسدون ریپون آموزش دید. او کشیش لیدز بود و سپس به‌عنوان کشیش کلیسای سنت مارگارت در لوئستافت منصوب شد. در سال ۱۹۱۰، او به‌عنوان کشیش مقیم یورک منصوب شد و بعدها کشیش هادرزفیلد شد. از سال ۱۹۳۸، او کشیش دربار سلطنتی و در مونت‌کارلو بود. با وجود اینکه نام اصلی او آلبرت دارل بود، در میان دوستانش با نام "تاپر" شناخته می‌شد و جان گیلبرت لاکهارت در زندگی‌نامه کوسمو گوردون لانگ، او را این‌گونه توصیف کرده است:

## تحصیلات

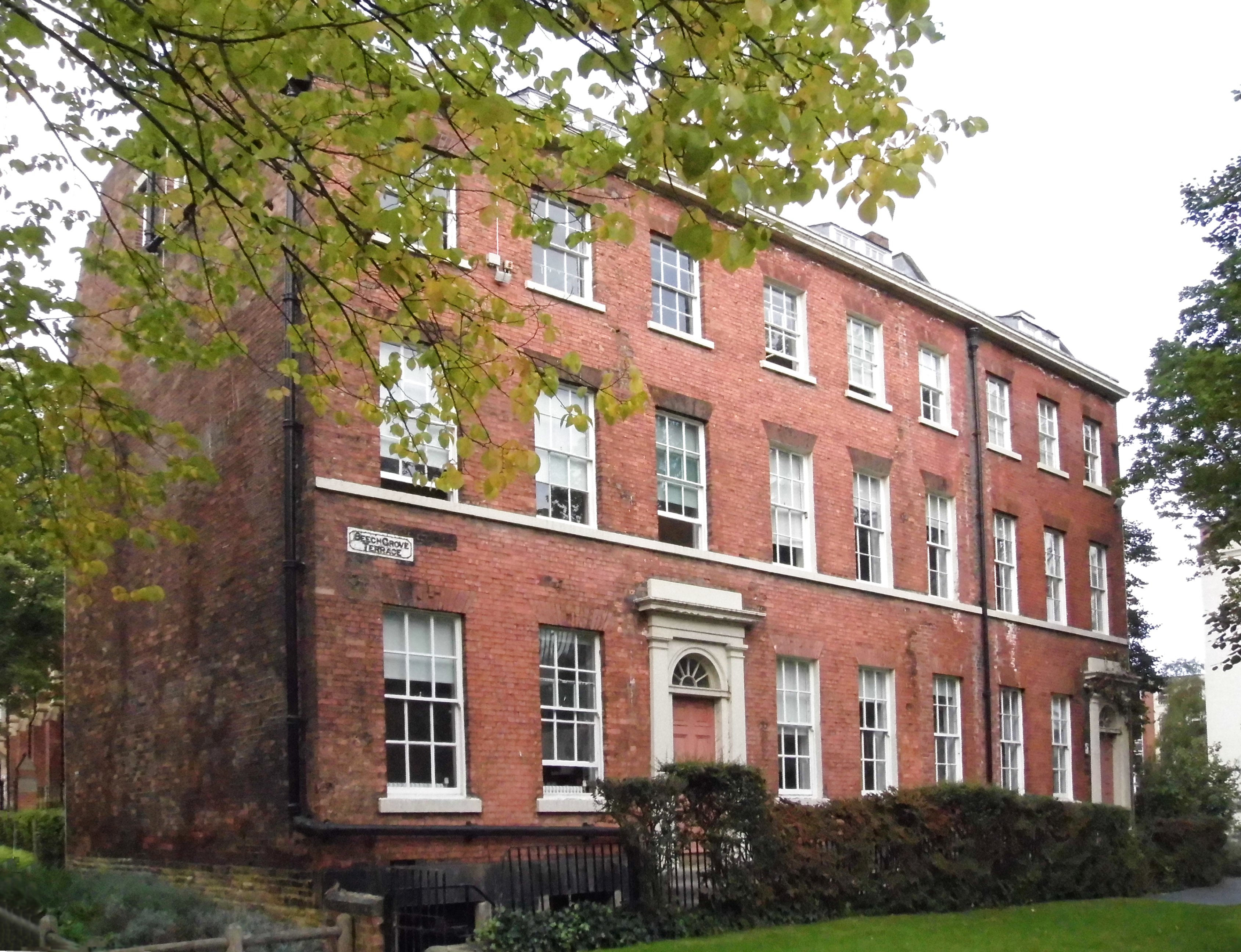
نمای جنوبی بوتانی هاوس در دانشگاه لیدز. این ساختمان که در سال ۱۸۲۵ ساخته شد، یک بنای فهرست‌شده درجه II است.

اینگهام تحصیلات ابتدایی خود را در مدرسه Claire House، یک مدرسه دخترانه در نورث پارید، لوئستافت، گذراند. این مدرسه در آموزش زبان فرانسه تخصص داشت. در ده سالگی، او در آزمون‌های مقدماتی زبان فرانسه که توسط انجمن ملی استادان زبان فرانسه در انگلستان برگزار می‌شد، برنده جایزه شد. او در این رقابت با دانش‌آموزان مدارس برتر دخترانهٔ انگلستان به رقابت پرداخت. آزمون‌های کتبی شامل ترجمه و نگارش (نثر و شعر)، مقاله، و پرسش‌هایی دربارهٔ ادبیات فرانسه از قرن هفدهم تا نوزدهم بود. در همان سال، او در نقش فیلامنت در اجرای صحنه‌هایی از نمایش زنان دانشمند اثر مولیر در مدرسه نقش‌آفرینی کرد.
اینگهام علاقهٔ اولیه‌ای به گیاه‌شناسی نشان داد. در دوران کودکی، او گل‌های وحشی جمع‌آوری می‌کرد تا در نمایشگاه‌های محلی محله مدنی به نمایش بگذارد. مادربزرگش، هلن جین کری، یک گیاه‌شناس آماتور و گردآورنده نمونه‌های گیاهی بود، که در دوره ویکتوریا، این یک سرگرمی محبوب و مد بود.:۲۹ در سال ۱۹۱۶، اینگهام وارد دانشگاه لیدز شد تا گیاه‌شناسی بخواند. تنها طی سه سال، او به‌عنوان دانشجوی پژوهشی در گروه گیاه‌شناسی لیدز فعالیت کرد و روی جذب آب در نوک در حال رشد ریشهٔ گیاهان تحقیق کرد. در سال ۱۹۱۹، او در آزمایشگاه سیتادل هیل وابسته به انجمن زیست‌شناسی دریایی بریتانیا در پلیموث، جانورشناسی عمومی مطالعه کرد. دوست او، آنی ردمن کینگ، که در ویت‌وود هال لیدز اقامت داشت، در این آزمایشگاه به‌عنوان محقق ری لنکستر فعالیت می‌کرد.ردمن کینگ در زمانی که اینگهام دانشجوی پژوهشی دوره کارشناسی ارشد بود، ناظر خوابگاه بود.

## حرفه

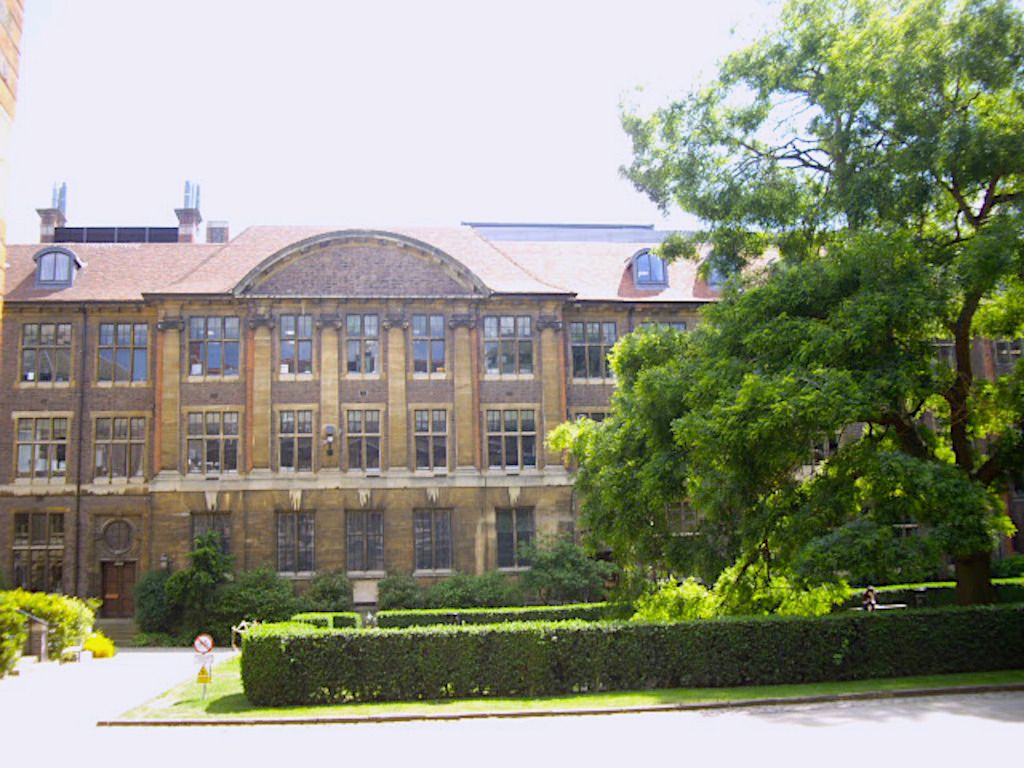
دفتر امپراتوری ژنتیک گیاهی و محصولات کشاورزی، مؤسسه اصلاح نباتات، در مدرسه کشاورزی، خیابان داونینگ، کمبریج. این مکان اکنون محل بخش علوم گیاهی دانشگاه کمبریج است.

در ژانویه ۱۹۲۲، اینگهام به‌عنوان دستیار پژوهشی در گروه گیاه‌شناسی دانشگاه لیدز منصوب شد، جایی که جوزف هیوبرت پریستلی رئیس دانشکده علوم بود. او و پریستلی اولین کسانی بودند که دیواره‌های سلولی را از بافت‌های مریستمی باقلا جدا کردند. آن‌ها این دیواره‌ها را از نظر پروتئین، سلولز و پکتین بررسی کردند و نتیجه گرفتند که دیواره‌ها حاوی پروتئین هستند. همچنین، آن‌ها زمان اولین تولید سلولز در گیاهان، تفاوت‌های رشد شاخه و ریشه، و نقش کامبیوم چوب‌پنبه را مورد مطالعه قرار دادند. این مطالعات فیزیولوژی گیاهی منجر به انتشار دو مقاله در New Phytologist شد. بعدها، او نتایج منتشرنشدهٔ این آزمایش‌ها روی جنین‌های باقلا را در اختیار گیاه‌شناس بریتانیایی ویلیام پیرسال قرار داد. از او به‌عنوان "دانشمندی درخشان" یاد می‌شد، و در ۲۸ ژوئن ۱۹۲۸، به پاس تحقیقات و پایان‌نامه‌اش مدرک کارشناسی ارشد دریافت کرد.
در فوریه ۱۹۳۰، اینگهام به‌عنوان مترجم و افسر علمی به دفتر امپراتوری ژنتیک گیاهی و محصولات کشاورزی، در مؤسسه اصلاح نباتات، کمبریج پیوست.:۱۴۰ سر رولند بیفن اولین مدیر این دفتر بود، و پنری استنلی هادسون، که معاون مدیر بود، به‌عنوان ناظر او عمل می‌کرد.:140 اینگهام به زبان‌های فرانسوی، ایتالیایی، آلمانی و سوئدی مسلط بود، و در مجموع، این دفتر توانایی ترجمه از زبان‌های اسپانیایی، هلندی و روسی را نیز داشت.:۱۳۹ مقالات خلاصه‌ای از جنبه‌های مختلف اصلاح نباتات و ژنتیک نوشته می‌شد که برخی از آن‌ها نیاز به ترجمهٔ کامل داشتند. این خلاصه‌ها در یک مجله فصلی به نام Plant Breeding Abstracts منتشر می‌شد.

## یادداشت
1. ↑  منابع متعددی او را با نام "جین" ذکر کرده‌اند، از جمله عنوان پرتره‌اش توسط ویلیام رابرتز،[۳] اعلامیه نامزدی‌اش،[۴] آگهی درگذشت او در The Times,[۵] و خاطره همسرش در انجمن سلطنتی،[۶]:۲۷۲ که در اغلب موارد اشاره شده که نام اصلی او رز ماری بوده است.
2. ↑  چپمن فرزند بانکدار دیوید بارکلی چپمن بود که در سال ۱۸۷۵، حق انتخاب روحانی کلیسای St Andrew Donhead را خریداری کرد و هوراس ادوارد را به‌عنوان کشیش منصوب کرد.[۹]
3. ↑  در ۳ نوامبر ۱۸۸۷، آلبرت دارل کری نام خانوادگی خود را از طریق سند تغییر نام به تاپر‑کری تغییر داد.[۱۲]
4. ↑  برای عکسی از آلبرت دارل تاپر‑کری که در لوئستافت گرفته شده است، به عکس هری جنکینز در الگو:Citeref مراجعه کنید.[۱۳]
5. ↑  در این مدرسه، اینگهام به‌طور معمول با نام "ماری" شناخته می‌شد.[۱۵]
6. ↑  پدر اینگهام در بین تماشاگران نمایش حضور داشت و پس از پایان اجرا، به زبان فرانسه برای حضار سخنرانی کرد.[۱۵] مادرش نیز به زبان فرانسه مسلط بود.[۱۹]
7. ↑  هادسون ("پن") یک زبان‌شناس برجسته بود که بیشتر زبان‌های اروپایی، از جمله روسی و اوکراینی را روان صحبت می‌کرد. او تعطیلات تابستانی خود را صرف سفر با کشتی‌های باری خارجی می‌کرد تا با خدمه، هر زبانی را که ممکن بود، تمرین کند.[۳۶]